# В день праздника
«В день праздника» — советский художественный фильм, снятый в 1978 году Петром Тодоровским.

## Сюжет
9 мая 1978 года собирается семья ветерана Великой Отечественной войны Пантелеймона Дмитриевича Гринина. Пантелеймон Дмитриевич — бывший шахтёр. Он решает познакомить семью с парикмахером Зинаидой, с которой у него любовные отношения. События фильма развиваются в течение суток.

## В ролях
- Николай Пастухов — Пантелеймон Дмитриевич Гринин
- Людмила Зайцева — Зинаида, парикмахерша
- Алла Мещерякова — Лидия, жена Василия
- Геннадий Корольков — Василий, сын Гринина
- Нина Зоткина — Света, жена Миши
- Вячеслав Платонов — Миша, сын Гринина
- Ксения Минина — Катя, дочь Гринина
- Марлен Хуциев — Рамзес, друг и коллега Кати
- Ольга Гобзева — Даша
- Олег Голубицкий — Виллен, муж Даши
- Леонид Чубаров — Семён
- Вячеслав Говалло — Тихон Клещёв, милиционер, друг Гринина
- Татьяна Божок — Анна Павловна, подруга Серёжи
- Валерий Мартынов — друг Миши
- Станислав Садальский — Серёжа, шахтёр
- Леонид Трутнев — друг Миши, шахтёр
- Александр Филиппенко — Козлов, бригадир шахтёров